# Hynobius sonani
Hynobius sonani é uma espécie de anfíbio caudado pertencente à família Hynobiidae. Endêmica de Taiwan.